# Сомовка (Липецкая область)
Сомо́вка — деревня Новочеркутинского сельсовета Добринского района Липецкой области. Название — по фамилии дворян Сомовых.

## География
Стоит в верховье притока реки Бычек (Бычок). В русле реки обустроен пруд.
Расположена в северо-восточной окраине Новочеркутинского сельского поселения в 10-ти км от Новочеркутино и в 4-х км от Александровки.

## История
Основана как владельческое сельцо дворян Сомовых.
До революции входило в Усманский уезд Тамбовской губернии. Входила в приход села Плоское (Лебедянка) Козловского уезда Тамбовской губернии.
Обозначена на карте Менде 1862 года. По данным на 1859 год, в деревне насчитывалось 29 дворов и проживало 259 человек.
В 1911 году в деревне насчитывалось 62 двора с 430 жителями.

23 июня 1906 г. в Сомовке были аграрные беспорядки.
…произошло столкновение крестьян с драгунами. В столкновении участвовали крестьяне соседней дер. Лебедянки, Козловского у. Драгуны стреляли. 3 крестьянина дер. Лебедянки убиты, четверо ранены.

В настоящее время исчезающая деревня. По планам администрации, преобразование населённого пункта в пункт сезонного проживания (дачное товарищество) или место размещения лично-подсобных хозяйств.

## Усадьба
Первым владельцем сельца был Николай Иванович Сомов (1736—1841). 
Артиллерии подпоручик при отставке. Заседатель Орловского Верховного Земского Суда 1791—1794 г. Участвовал в Милиции 1807 г., за что получил золотую медаль на Владимирской ленте и право носить ополченский мундир. 
Затем усадьба перешла к  капитану Михаилу Николаевичу Сомову (1811 — до 1876).  Состоял предводителем дворянства  Усманского уезда .
В начале XX века владелец усадьбы — Константин Михайлович Сомов (1848—1911).

## Население
| 2010 |
| ---- |
| 3    |

## Известные уроженцы
В деревне родился Фомичёв, Андрей Васильевич — отец советской, молдавской и российской актрисы театра и кино Светланы Томы, дед — советской и российской актрисы театра и кино Ирины Лачиной.